# Pollution marine

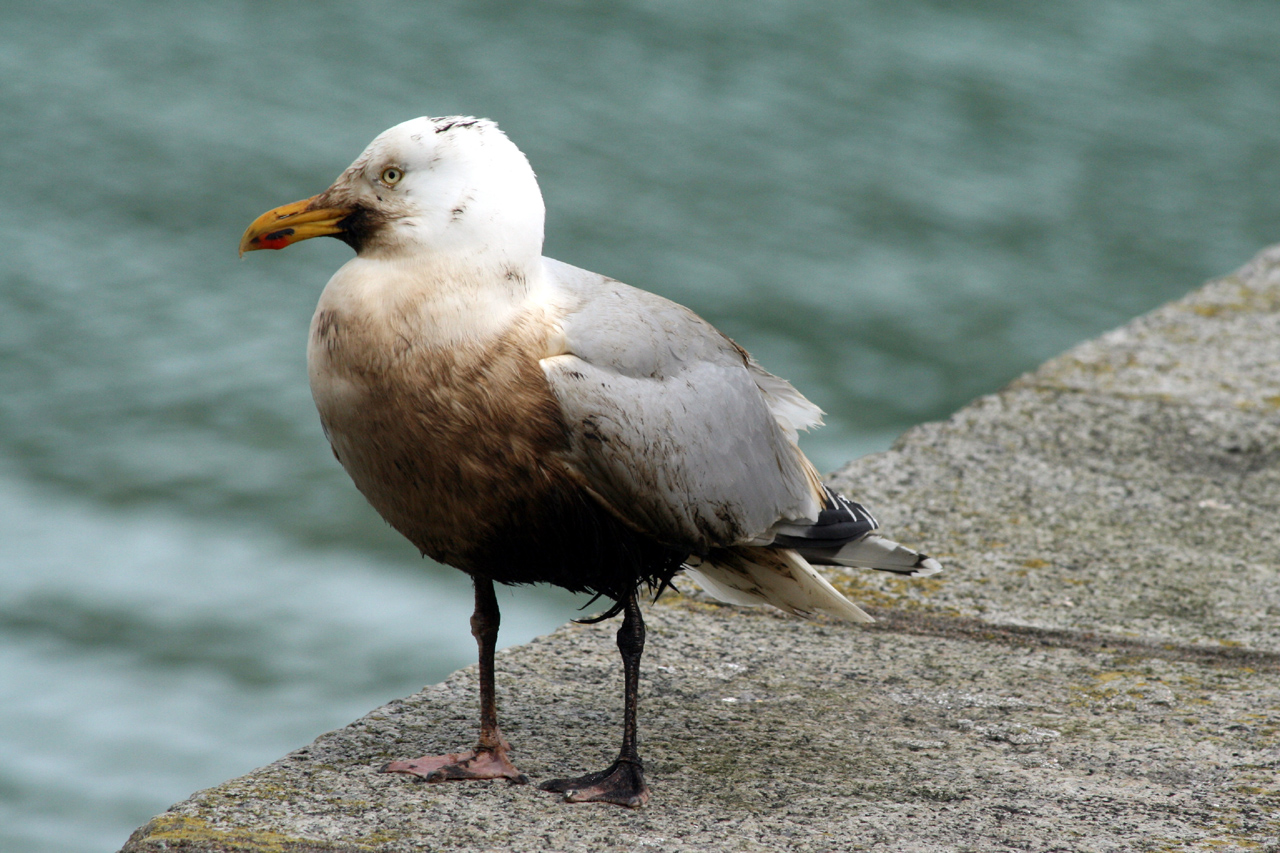
Goéland mazouté. Les marées noires ont été la cause la plus visible de pollution marine dans les années 1970-1990. Elles sont moins fréquentes depuis la législation sur les double-coques et une surveillance accrue des dégazages en mer

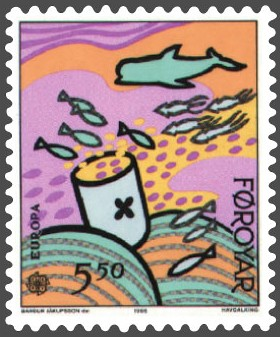
Timbre issu d'une série émis en 1986 par les îles Féroé sur le thème de l'immersion en mer de produits toxiques et écotoxiques.

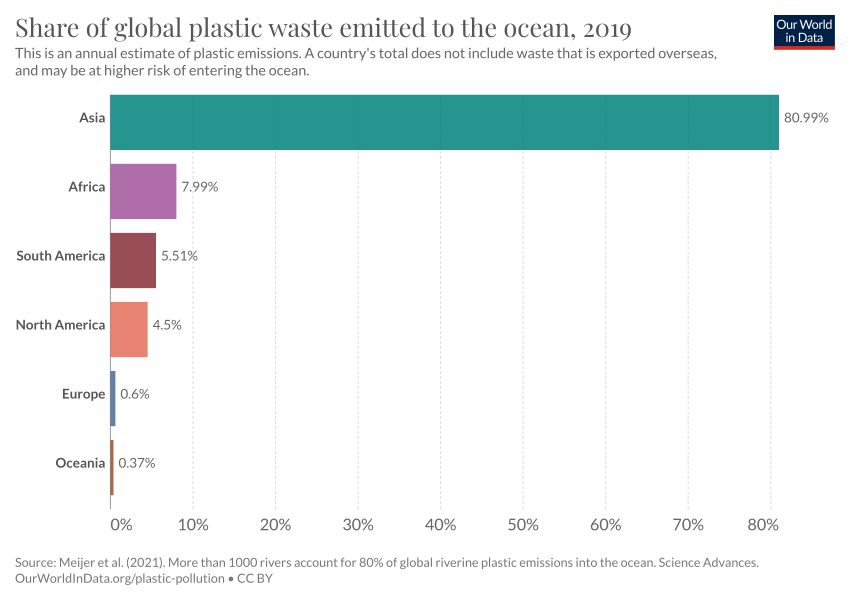
Pollution marine au plastique : près de 80 % des millions de tonnes de déchets plastiques déversées chaque année dans l'Océan mondial, proviennent d'Asie.

La pollution marine consiste en la présence de déchets dans les océans, ou bien résulte du rejet dans l'environnement par les activités humaines de quantités excessives de produits physiques ou chimiques toxiques, ou de déchets abandonnés par l'homme sur les sols (pollution maritime, l'adjectif maritime étant relatif à l’activité humaine en mer), qui viennent polluer les fleuves et se retrouvent finalement dans les mers.
Cette pollution arrive dans le milieu marin via le ruissellement, les cours d'eau, ou apportée par les vents et les pluies, ou provient de produits et objets volontairement ou accidentellement rejetés à la mer. La pollution entraîne la disparition de certaines espèces.
Concernant uniquement la pollution marine issue des déversements de déchets en plastique, d'après le National Geographic, en 2019, il y aurait plus de 5,25 mille milliards de débris en plastique dans les océans du globe, dont 269 000 tonnes flottant en surface. La Chine, l'Indonésie, les Philippines, la Thaïlande et le Viêt Nam rejettent plus de déchets plastiques dans la mer que tous les autres pays du monde réunis.

## Éléments plus précis de définition
La notion de « pollution marine » englobe celle de pollution de l'eau, mais aussi celle des sédiments marins, et plus généralement toutes les atteintes aux écosystèmes marins causées par des rejets de substances nuisibles par leur impacts, quelles que soient leur nature ou quantité.
En France, à la suite du Grenelle de la mer, la loi Grenelle II a en 2010 donné sa définition de la pollution du milieu marin ; C'est : « l'introduction directe ou indirecte, par suite de l’activité humaine, de déchets, de substances, ou d’énergie, y compris de sources sonores sous-marines d’origine anthropique, qui entraîne ou est susceptible d’entraîner des effets nuisibles pour les ressources vivantes et les écosystèmes marins, et notamment un appauvrissement de la biodiversité, des risques pour la santé humaine, des obstacles pour les activités maritimes, et notamment la pêche, le tourisme et les loisirs ainsi que les autres utilisations de la mer, une altération de la qualité des eaux du point de vue de leur utilisation, et une réduction de la valeur d’agrément du milieu marin »…

## Évaluation de l'état de l'environnement marin
L'ONU avec un panel d'experts a lancé un processus d'évaluation mondiale de l'état des océans (Global Assessment of the Marine Environment) ainsi qu'un programme mondial d'évaluation des eaux (Global International Waters Assessment), avec des sous-programmes régionaux tels que :
- l'AMAP (Arctic Monitoring and Assessment Programme) ;
- Environmental Monitoring and Assessment Programme of the US ;
- Caspian Environment Programme ;
- Mediterranean Action Plan = Plan d'action pour la Méditerranée ;
- ROPME Sea Area (Regional Organization for the Protection of the Marine Environment of the sea area surrounded by Bahrain, I.R. Iran, Irak, Koweït, Oman, Qatar, Arabie saoudite et Émirats arabes unis).

Ces programmes sont soutenus par Copernicus, anciennement appelé GMES (Global Monitoring Environmental System) et par le Conseil international pour l'exploration des mers (International Council for Exploration of the Seas). Ils alimentent en données un Programme mondial d'action pour la protection de l'environnement marin (Global Programme ove Action for the Protection of the Marine Environment).
En Europe, les commissions HELCOM et OSPAR sont associées à ces actions, et l'Union européenne s'est dotée d'une stratégie.

## Origines anthropiques

### Causes principales
La majeure partie de la pollution marine est issue des pollutions urbaines, industrielles et agricoles.
La pollution urbaine vient des agglomérations côtières ou fluviales qui n’ont pas de systèmes de collecte et de retraitement des déchets et des eaux usées efficaces. Les coûts liés à ce genre d’installation nécessitent un certain niveau de richesse ce qui implique que seuls les pays avancés sont capables de se doter de ces infrastructures, alors que dans les pays en développement, le processus d’équipement est toujours en cours. Entre 4.8 et 12.7 millions de tonnes de déchets entrent dans les océans chaque année à cause de la prise en charge et du traitement inadéquat des déchets.
Le phénomène est similaire pour les pollutions industrielles, où du fait de la très forte croissance urbaine et économique, les pays en développement se retrouvent avec des infrastructures totalement insuffisantes pour traiter les quantités de rejets industriels.
Enfin, la pollution agricole s’accroît. En effet, l’intensification de la production s’accompagne d’un usage grandissant d’engrais et de pesticides. Ils peuvent ensuite être lessivés par les pluies et s’infiltrent dans les nappes phréatiques ou gagnent les rivages par les cours d’eau.

### Pollution terrigène, via les cours d'eau

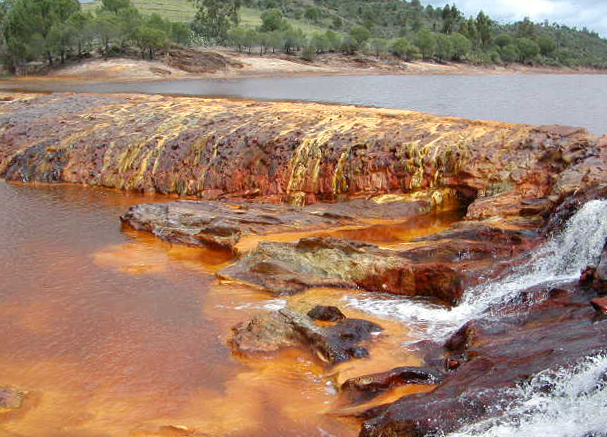
Cours d'eau chargé de fer.

Selon le PNUE, 80 % environ des pollutions marines sont d'origine terrestre et anthropique (produites par les activités humaines).
Une grande part des substances toxiques émises ou présentes dans un bassin versant finissent par rejoindre le milieu marin, via les fleuves, rivières, canaux ou lagunes.
Les toxiques sont d'origine industrielle (hydrocarbures, métaux lourds, substances chimiques, radionucléides, etc.), agricole (nutriments, engrais, pesticides, etc.), ou tout simplement produits par les habitants ou usagers du bassin versant (déchets solides ou liquides, résidus d'installations de traitement des eaux usées, polluants contenus dans les eaux de ruissellement, etc.).
Des substances a priori non-nocives peuvent constituer des pollutions, dès lors que les quantités introduites dans le milieu marin dépassent la capacité d'absorption de ce milieu.
- C'est le cas des particules d'argiles ou autres minéraux en suspension, qui augmentent anormalement la turbidité de l'eau dans les zones d'érosion, et colmatent parfois les fonds, coraux, flore, etc.
- C'est aussi le cas des nutriments (nitrates et phosphates, par exemple), massivement perdus par l'agriculture intensive ou par les stations d'épuration (STEP) ; ces substances peuvent être à l'origine de phénomènes d'eutrophisation, qui se traduisent par exemple par l'apparition d'algues vertes ou de microalgues (phytoplancton) dont quelques espèces sécrètent des toxines, conduisant localement à la mort de la plupart des organismes marins.

Ces trois phénomènes se combinent souvent.
L'ONG Ocean Conservancy organise tous les ans, pendant une journée, une action de ramassage de déchets sur les plages d'une centaine de pays.

### Pollution des cours d'eau

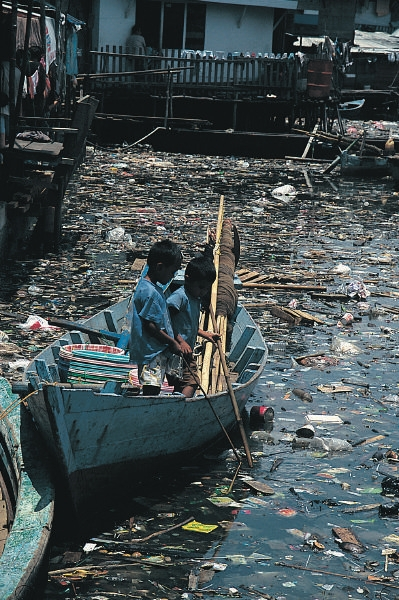

La pollution des rivières et fleuves est due à divers éléments tels que, la présence d'usines industrielles à proximité, la présence des hommes, … Les usines industrielles rejettent des produits chimiques et radioactifs ce qui contribue à la pollution de l'eau et cela cause un changement de couleur de l'eau, la mort d'êtres vivants tels que les poissons et autres animaux vivant dans les rivières et les fleuves. Les hommes habitant à proximité de ces courants d'eau, jettent leurs déchets sur le sol et par la suite, avec le vent ces déchets se retrouvent dans l'eau et la polluent. Les inondations sont aussi une des causes de la pollution de l'eau. Quand il y a une inondation, tous les débris se retrouvent dans les océans quand l'inondation est finie et cela provoque la mort de plusieurs êtres vivants et c'est mauvais pour la biodiversité. Il y a des associations comme l’ANPER-TOS (l'Association Nationale pour la Protection des Eaux et Rivières) qui s'engagent à protéger les rivières de France comme une rivière de Poitou-Charentes qui est polluée à cause de rejets industriels.

### Apports atmosphériques de polluants
Il existe des échanges permanents entre l'air et la mer. L'air peut céder à la mer certains polluants (particules en suspension, vapeurs et autres substances gazeuses, aérosols, …), essentiellement du fait des précipitations atmosphériques (sèches ou humides) et inversement, le « biofilm » épais de quelques microns qui se forme sur la surface de l'eau quand elle n'est pas agitée peut concentrer certains polluants (liposolubles notamment, hydrophobes ou plus légers que l'eau). Sous l'effet combiné des vagues, du vent ou de la chaleur du soleil, ces polluants peuvent être réémis dans l'air sous forme de vapeur ou via les aérosols produits par les embruns marins.
Une grande partie des substances polluantes introduites dans le compartiment aérien du milieu marin provient de l'activité humaine terrestre (gaz d'échappement, ammoniac, hydrocarbures imbrûlés, émissions des incinérateurs, industries, etc.). Il existe aussi des sources naturelles de pollution (volcans, feux de forêt, …). Une part longtemps sous-estimée a été celle des sources motorisées circulant sur l'océan. Les bateaux-incinérateurs n'existent plus, mais la flotte marchande et militaire, ainsi que certains paquebots et les remorqueurs (plus de 90 000 navires de plus de 101 tonneaux de jauge brute en activité en 2004) émettent une part non négligeable de la pollution de l'air circulant au-dessus des mers ; « En 2004, ces navires ont consommé environ 217 millions de tonnes de fioul, dont 5 % dans les ports ». Brûlant essentiellement du fioul lourd (non désoufré), ils sont notamment responsables de pollution acide et particulaire, notamment et sur les grands axes de déplacement de la flotte marchande et aux abords des ports (les moteurs sont plus sollicités au démarrage et au départ), ainsi que dans les détroits ou là où ils doivent naviguer à contre-courant. 70 % de la navigation se faisant à moins de 400 km du trait de côte, cette pollution de l'air peut aussi dériver vers les terres. Une étude récente a confirmé que les fumées et gaz émis par les navires augmentent l'acidité des pluies sur les littoraux et pourraient même être à l'origine de la formation de plus d'un quart de l'ozone troposphérique de plusieurs régions côtières (plus exposées aux ultraviolets solaires dont une partie sont réverbérés par l'eau de mer (5 à 15 % de l'ozone troposphérique dans certaines parties de l'Europe de l'Ouest étudiées par B. Dalsøren Les moteurs diesel ont été en 2004 responsables du rejet dans l'air marin d'environ 16 millions de tonnes de dioxyde de soufre, gaz qui acidifie l'air, et qui sous forme d'aérosol augmente aussi la pluviométrie ou la nébulosité. Avec le CO2 et les différents oxydes d'azote (NOx) également émis par les moteurs, il contribue à la fois à l'acidification des océans et aux pluies acides.
Les NOx émis par les navires à moteurs seraient ainsi responsables de plus de 10 % des pluies acides dues aux NOx, alors que le soufre libéré dans l'air avec les gaz d'échappement causerait 5 % environ du total des pluies acides dues au dioxyde de soufre sur terre. À titre d'exemple, le dioxyde de soufre présent dans l'air de Singapour provient pour environ 15 % des navires. Contrairement à ce que l'on avait d'abord pensé, en Scandinavie et le long d'autres littoraux longés par un trafic maritime important, ce ne sont plus les industries, mais le trafic maritime à faible distance, qui serait responsable de jusqu'à la moitié des pluies acides. C'est une source de pollution que l'Organisation maritime internationale (OMI), l'Europe et les « Ecoports » veulent réduire notamment par des motorisations énergétiquement plus efficientes et propres, par des navires plus « écologiques » et par l'arrêt des moteurs au port (ce qui nécessite la fourniture d'électricité par le port). Les bateaux peuvent aussi être assistés par ordinateur pour mieux profiter des courants et des vents et ainsi moins solliciter leurs moteurs.
L'annexe VI de la convention MARPOL règlemente la pollution de l'air par les navires, le taux de soufre dans les fiouls est progressivement diminué. Partout, le CO2 en augmentation constante dans l'air est responsable d'une acidification des océans.

### Pollution en mer
Pour les déchets solides et les mesures de lutte, voir 

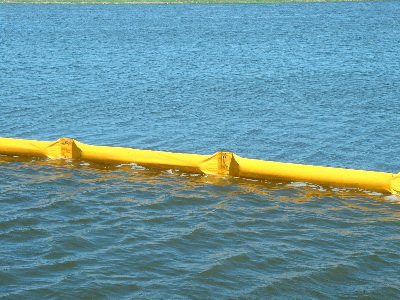
Barrage flottant ; solutions de confinement de certains polluants flottants (exemple : hydrocarbures). Ils nécessitent une mer calme et que l'on agisse dès le début des rejets. Il faut ensuite disposer du matériel capable de récupérer le polluant.

En septembre 2019, lorsque des recherches ont révélé qu'une grande partie de la pollution plastique des océans provenait des cargos chinois, un porte-parole de Ocean Cleanup a déclaré : « Tout le monde parle de sauver les océans en cessant d'utiliser des sacs en plastique, des pailles et des emballages à usage unique. C'est important, mais lorsque nous nous dirigeons vers l'océan, ce n'est pas nécessairement ce que nous trouvons ».

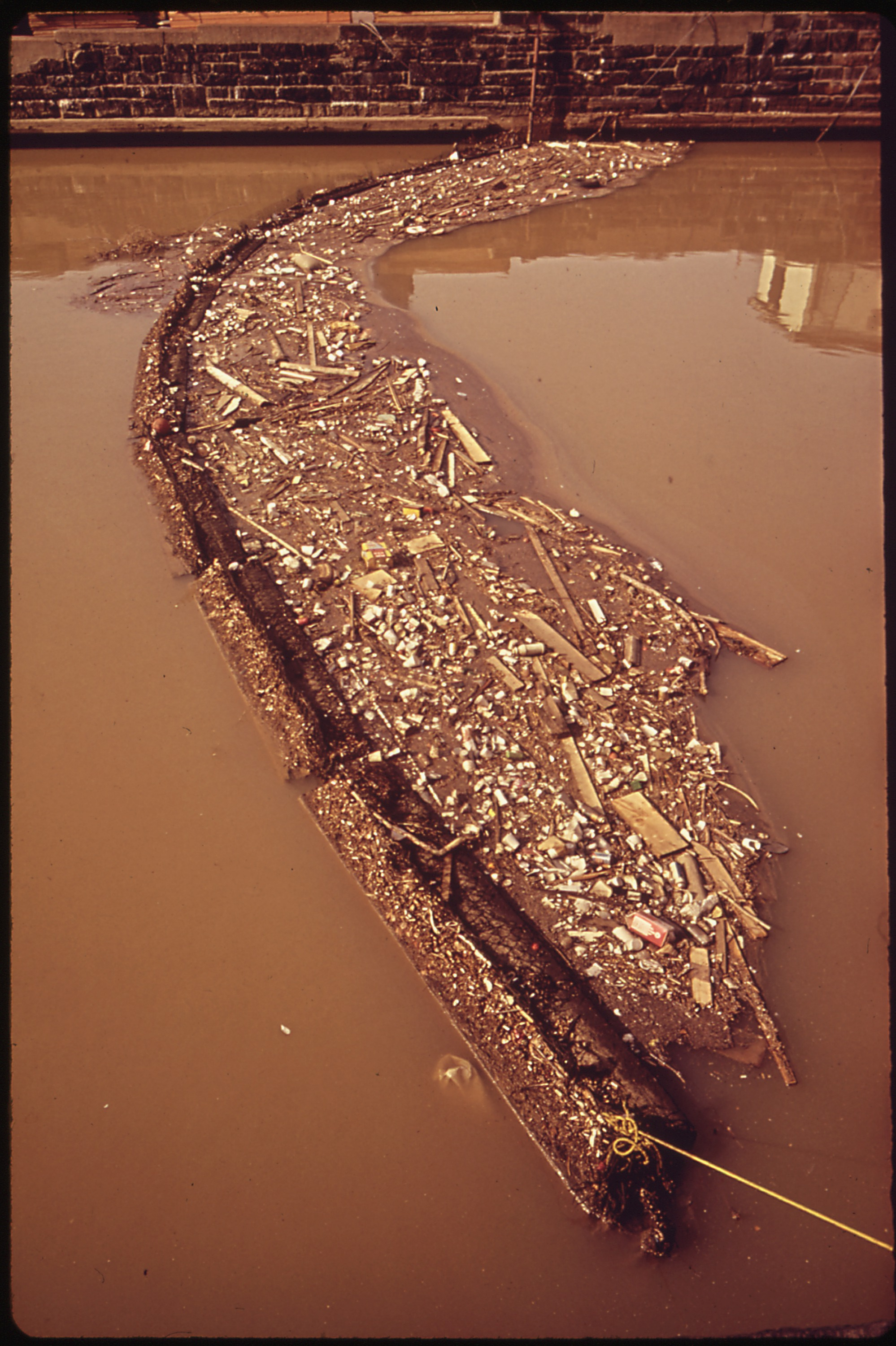
Barrage flottant de récupération des macrodéchets flottants, placé en travers d'un cours d'eau pour éviter que ces déchets n'entrent dans le port de Baltimore. Ce système n'est pas infaillible, notamment lors de crues ou fortes pluies, mais est efficace la plupart du temps, s'il est régulièrement nettoyé

Toutes les activités humaines littorales et en mer (activités maritimes) sont susceptibles de provoquer des pollutions, chroniques ou aiguës, involontaires et accidentelles ou volontaires ; en mer, les navires, mais aussi les plates-formes de recherche ou d'exploitation pétrolière offshore, les gravières sous-marines, ou les dragages ou encore les installations aquacoles sont sources de rejets polluants.
- Épaves de navires (accidents ou sabordages).
- Peinture antifouling de coque.
- Rejets directs de déchets alimentaires, hospitaliers, industriels ou ménagers, effluents (eaux usées) urbains ou industriels et rejets de l'aquaculture (excréments des poissons, reste de nourriture et résidus antibiotiques), résidus de cargaison rejetés en mer, etc.
- Perte de cargaison emportée dans le mauvais temps, ou lors de naufrages.
- Hydrocarbures : rejets illicites, de boues de fioul et d'huiles usées, connus sous le terme impropre de dégazage.
- Pétrole, fuites au pompage, marées noires (pollutions accidentelles majeures lors du naufrage de navires de transports d'hydrocarbures, ou lors d'accidents de stations terrestres).
- Produits chimiques divers apportés par les fleuves et l'air, ou issus de décharges sous-marines.
- Dépôts ou rejets de boues de dragages.
- Fréquentes remise en suspension de sédiments (éventuellement pollués) par le chalutage.
- Dépôts immergés de munitions ou d'explosifs (à la suite de conflits armés, d'accidents ou pour « éliminer » des munitions périmées..).
- Immersion de déchets radioactifs (exemple : fosse des Casquets) ou perte accidentelle de sous-marin nucléaire. Le cas de l'accident nucléaire de Fukushima, où des déchets radioactifs ont été relargués dans la mer, est également préoccupant.
- Pêche non conforme à la règlementation et rejetée morte en très grande quantité. (officiellement non polluant, mais localement source possible de botulisme de type E ou F, et de dystrophisation).
- Engins de pêche égarés, ou usés et rejetés volontairement à la mer.
- Déchets de l'homme; exemples: mégots de cigarette, sacs plastiques, emballages…

Ces rejets ou déchets à l'origine de la pollution peuvent être :
- solides ou liquides, ou sous forme de gaz dissous (ou aérien et solubles dans l'eau) ;
- visibles (exemple : macrodéchets) ou non (exemple : microparticules de plastique trouvées sur presque tous les fonds océaniques) ;
- en surface, entre deux eaux ou se déposant sur le fond. Dans les deux premiers cas, les courants marins peuvent concentrer ces déchets en mer dans de vastes zones comme la plaque de déchets du Pacifique nord. Dans le cas des déchets se déposant sur le fond, des objets ou substances toxiques peuvent parfois s'enfouir dans des sédiments meubles, tout en restant biodisponibles pour les animaux fouisseurs.

Une étude de WWF parue en 2019 indique que la quantité de déchets plastiques accumulée dans l’océan pourrait doubler d’ici 2030 et atteindre 300 millions de tonnes.

Depuis les années 1960, la proportion de zones de haute mer dépourvues de tout oxygène a plus que quadruplé et les sites à faible teneur en oxygène situés près des côtes ont été multipliés par 10 depuis 1950. Les scientifiques estiment que la teneur en oxygène va continuer à chuter dans ces deux types de zones au fur et à mesure que la Terre se réchauffera ; pour mettre un terme à ce déclin, il est nécessaire de limiter le changement climatique et la pollution par les nutriments, en particulier les engrais et les eaux usées.

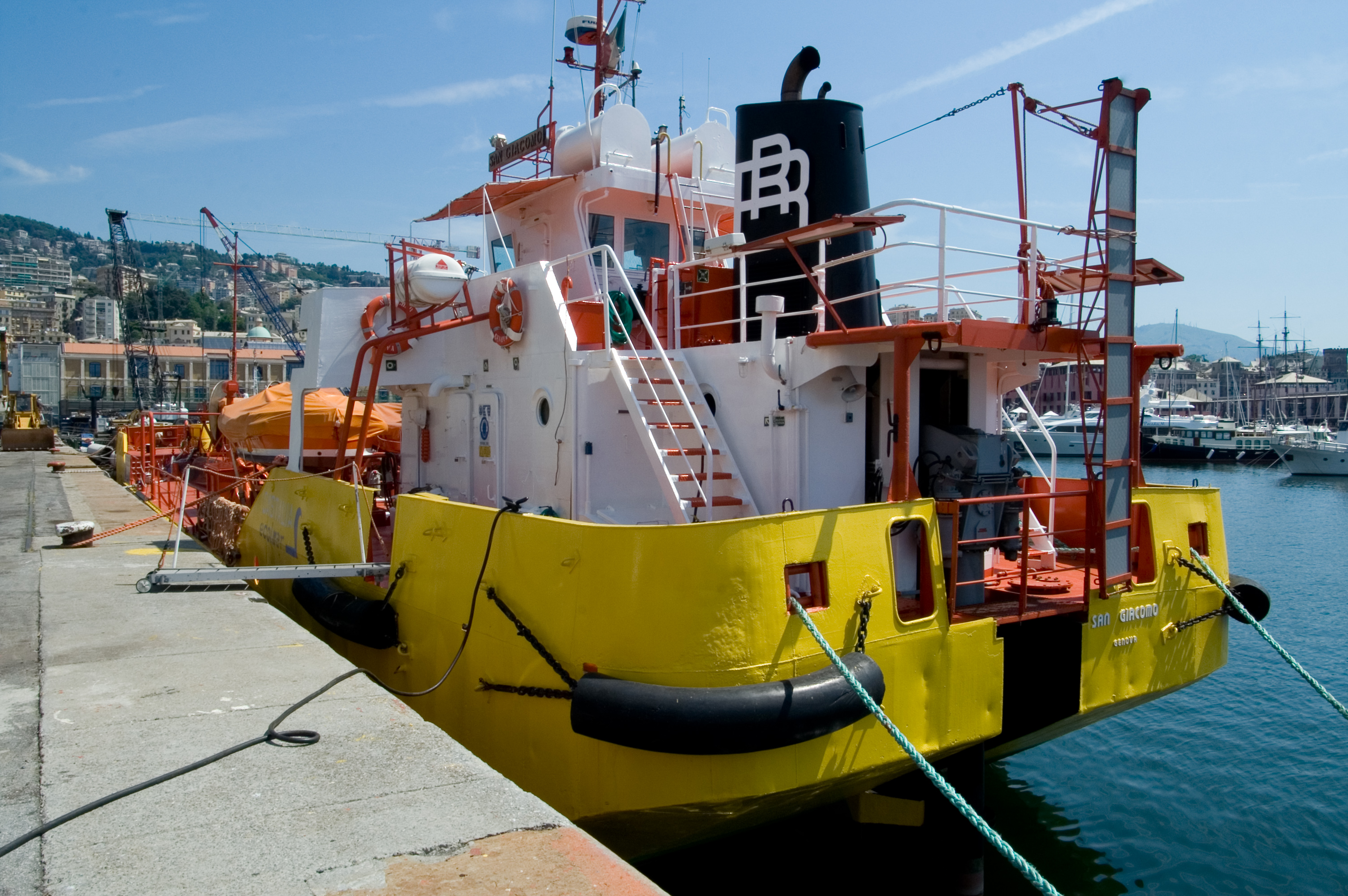
Bateau de lutte contre la pollution marine.

L'introduction d'espèces exotiques, éventuellement invasives ou pathogènes, à la suite du creusement de canaux reliant des mers (exemple : canal de Suez, canal de Panama, ou à la suite du transport d'organismes aquatiques d'une zone biogéographique à un autre par la pratique du ballastage et déballastage, ou via les coques de navire, ou encore à partir d'élevages en mer est une source de pollution génétique ou de disparition d'espèces et de perturbation des écosystèmes. C'est un problème en forte croissance devenu préoccupant.
Les coquillages, filtrant l'eau de mer, retiennent les toxiques, et constituent donc un indicateur particulièrement précieux de la pollution marine. Trois types de contaminants s'y accumulent : les résidus chimiques, les pollutions microbiologiques (liés aux dysfonctionnements des stations d'épuration et aux activités agricoles) et, depuis une vingtaine d'années, les substances toxiques produites par certaines espèces de microalgues. Ce dernier phénomène a été clairement caractérisé pour la première fois dans les années 1970, les pollutions augmentant de manière importante dans les années 1990, avant de se stabiliser dans les années 2000. En cause : les eaux de ballast des navires, qui ont propagé les algues toxiques sur tout le globe. Le rejet de ces eaux de ballast est aujourd'hui règlementé, le capitaine devant tenir à jour un registre des eaux de ballasts. Toutefois, les systèmes proposés ne sont pas efficaces à 100 % (échange de l'eau en haute mer par grande profondeur et de jour uniquement - traitement chimique -…)

## Contamination naturelle
Un fond radioactif naturel existe en mer (10 Bq/l environ). Il est plus ou moins important selon les régions du monde, notamment à proximité des zones de volcanisme souterrain.
Selon l'IRSN, une partie des radionucléides est soluble, l'autre non. Cette dernière se fixe sur les particules solides en suspension dans l'eau selon leur affinité, et tend ensuite à sédimenter.
Le césium se fixe sur les sédiments vaseux plutôt que sableux. Il reste ainsi facilement remobilisable et contaminant pour la matière organique). Une fois au fond le césium se fixe le mieux dans les vases marines ou d'eau douce, et sur les particules riches en aluminium. Les microbes peuvent alors interférer avec lui, dont les cyanophycées et les tapis de microalgues, qui contribuent alors à son « cyclage » (remobilisation dans l'environnement marin ou plus encore dulcaquicole). Ils se comportent comme ion soluble dans le cytosol du homard, de l'huitre et de l'anguille, et il s'associe plutôt aux protéines de poids moléculaire élevé ou moyen. Il se montre de plusieurs ordres de grandeur plus bioassimilable dans l'eau douce qu'en eau salée, mais pour des algues d'eau douce, la présence d'ions sodium (en estuaire, chez Chlorella salina par exemple) augmente fortement l'absorption de césium avec la salinité (il est absorbé via la pompe à potassium). Sa bioaccumulation par les mollusques et crustacés est inversement proportionnelle à la salinité du milieu.
Depuis le milieu du XXe siècle, plusieurs sources artificielles (directes et indirectes) s'ajoutent au fond radiogéchimique naturel :
- retombées des essais nucléaires atmosphériques ou faits sur ou dans des atolls coralliens ;
- rejets d'industries (exemple : certains engrais à base de phosphate sont significativement radioactifs) ;
- rejets de centrales nucléaires et des usines de retraitement nucléaire ;
- rejets de plate-formes pétrolières ou gazières offshore. Parmi les résidus des eaux remontées lors des forages ou produits lors du nettoyage du gaz (rejetés en mer dans la quasi-totalité des cas), on trouve principalement du plomb 210 (activité ß), du radium 226 (activité alfa et bêta), du radium 228 (activité ß) et du thorium 228 (activité alfa)[24] ; Une petite quantité de radiotraceur peut aussi être rejetée en mer (il s'agit souvent de tritium[24]). Selon la Commission OSPAR, « la surveillance des rejets liés aux activités pétrolière et gazière offshore a débuté trop récemment pour pouvoir évaluer les tendances. Les volumes d’eau de production sont cependant très importants et les rejets de radionucléides sont donc substantiels » ;
- fuites à partir de déchets nucléaires immergées dans des fosses (exemple : déchets anglais faiblement radioactifs déversés dans la fosse des Casquets entre la France et l'Angleterre) ;
- rejets terrigènes de radionucléides provenant d'activités médicales (exemples : radiothérapie, traçage par radioisotopes) ou autre (radiomarquage, exploitation minière…) ;
- fuites à partir de sous-marins nucléaire coulés ;
- retombées ou apport par fleuve (en mer noire notamment) de Tchernobyl en 1986 ; il a été montré à cette occasion que le césium déposé en mer par le panache de pollution perdurait longtemps dans la colonne d'eau. Ainsi en 1986 un mois après le passage du « nuage », la quasi-totalité (99,8 %) des retombées de césium était encore située dans les 200 premiers mètres de la mer[23]. Le césium gagne le fond avec la pluie de phytoplancton mort (Neige marine) et les pelotes fécales sécrétées par le zooplancton[23], mais peut aussi être localement remontée par le zooplancton ou par des courants de type upwelling (où l'on trouve généralement le plus de poissons) ou circuler via le réseau trophique. L'absorption du césium par le plancton peut considérablement allonger son temps de suspension avant la sédimentation[23] ;
- retombées, rejets et fuites[25] de la catastrophe de Fukushima ; c'est le plus gros rejet de radionucléides jamais réalisé en mer (27 000 térabecquerels rien que pour le césium 137, et de mars à juillet 2011[26]). Une importante quantité de Xénon radioactif, d'iode 131 et de césium 134 et 137 a ainsi abouti dans le Pacifique[27],[28], et pourrait affecter la vie sous-marine[29],[30]. À titre d'exemple, le 25 mars 2011, le taux d'iode 131 était à l'« émissaire sud » de l'usine de 50 000 Bq/litre, soit 1 250 fois la norme légale en mer (40 Bq/litre)[31],[32]. Le 27 mars 2011, la radioactivité de l'eau de mer à 300 mètres au large dépassait la normale de 1 850 fois[33], le 28 mars 2011, l'ASN relève une eau chargée en iode 131 à un niveau 1 150 fois supérieur à la norme légale, à 30 mètres des réacteurs 5 et 6, situés au nord du complexe Fukushima Daiichi[34] et le 31 mars, la radioactivité s'accroît encore ; 4 385 fois supérieur à la norme légale[35]à 300 mètres au sud de la centrale nucléaire Daiichi rien que pour l'iode radioactif, ce qui est confirmé deux jours après (2 avril) par le ministère de la Science qui détecte à proximité immédiate de la centrale, une radioactivité de 300 GBq m−3 pour l'iode-131, soit 7,5 millions de fois la norme maximale[36]. En 2013[37], des produits de la mer sont contrôlés jusqu'à plusieurs dizaines[37] voire centaines de milliers de Bq/kg (740 000 becquerels/kg pour le radiocésium d'un poisson, soit 7 400 fois la norme japonaise[38] qui est depuis le 1er avril 2012 de 100 Bq/kg pour la somme du Cs-134 et du Cs-137[37],[39]). De premières modélisations montrent que tout le littoral oriental (des latitudes 35°30'N à 38°30'N) est concerné par la dispersion des radionucléides, davantage contenus au Nord par le courant Kuroshio. À long terme, les radionucléides à période plus longue sont appelés à gagner le centre du Pacifique et même l'Ouest du Pacifique Sud, où ils peuvent subsister pendant 10 à 20 ans maximum en prenant en compte le temps de transport ; le Sud de l'Atlantique serait épargné[40]. Le bilan n'est pas complet[41] ; En septembre 2011, l'Agence japonaise de l'énergie atomique a reconnu avoir sous-estimée d'un facteur 3 les rejets ; Ce sont 15 térabecquerels de césium 137 et d'iode 131 qui auraient pollué le Pacifique du 21 mars au 30 avril 2011[42] avec une dilution dans le Pacifique qui devrait être terminée vers 2018 selon une modélisation[43]. 
Les données disponibles montrent une pointe de rejets directs en mer début avril (un mois après le séisme) puis une diminution d'un facteur 1000 le mois suivant[41], mais les concentrations sont restées jusque fin juillet plus élevés qu'attendues[41] (en raison de fuites probablement)[41]. En juillet, les niveaux de césium 137 dépassaient encore de 10 000 fois ceux mesurés avant l'accident (en 2010) au large du Japon[41]. Des lottes pêchées le 1er août au large de la centrale (20 km) révèlent un taux de 25 800 becquerels de césium par kilogramme, soit 258 fois plus que la limite fixée par le gouvernement[44]. De 2011 à 2013, la contamination de la plupart des poissons et crustacés pêchés aux alentours de Fukushima ne diminue pas (40 % restent impropres à la consommation, selon les normes japonaises)[45].

Une part des radionucléides apportés par les fleuves ou par l'air peut s'accumuler dans les sédiments estuariens et être bioaccumulée par la chaine alimentaire puis remonter vers les terres émergées et dispersés via les poissons migrateurs remontant vers les sources, ou via les oiseaux migrateurs. Les radioéléments à longue demi-vie radioactive sont susceptibles de persister longtemps dans le sédiment, bien après que les rejets en ont cessé.
En Atlantique Nord-Est, le bilan de santé 2010 OSPAR ainsi qu'un rapport de mise en œuvre par la France de la recommandation PARCOM 91/4 sur les rejets radioactifs incitent les États-parties contractantes de la convention OSPAR à réduire leurs apports en mer et les niveaux de radioactivité de leurs rejets, afin de mieux protéger le milieu marin, ses usagers et les consommateurs d'animaux ou végétaux prélevés en mer.

## Retours de polluants de la mer à la terre

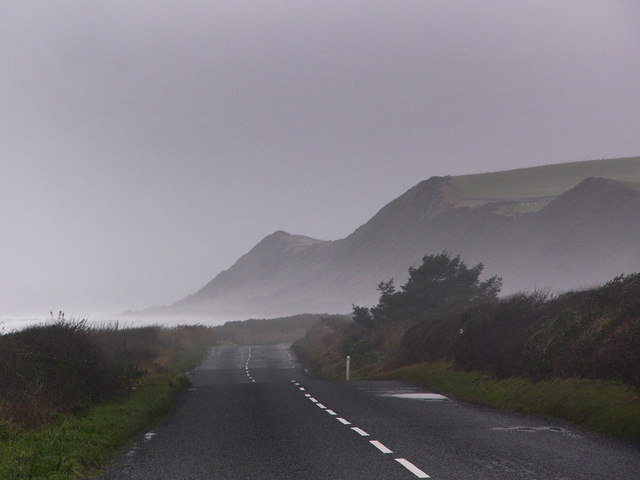
Les embruns peuvent être emportés à grande distance par le vent, avec les éventuels polluants ou radionucléides qu'ils peuvent contenir

Un premier retour, « actif », se fait par certains animaux (oiseaux et poissons migrateurs) qui se chargent de polluant en mer et qui les remontent dans leurs organismes vers les sources (saumons, truites de mer) ou vers la terre (laridés tels que goelands, mouettes…) ; c'est l'une des formes de la bioturbation horizontale. Les polluants sont ensuite libérés dans l'environnement via leurs excréments et/ou via leur consommation par des prédateurs (ex : ours, lynx ou humain consommant un saumon pollué) ou si l'animal meurt d'une mort naturelle via son cadavre quand il sera mangé par des nécrophages ; La consommation par l'Homme de crustacés, poissons et mammifères marins procède du même schéma, avec des risques sanitaires d'autant plus élevés que l'animal est en tête de chaine alimentaire ou qu'il est gras (certains polluants comme les PCB, Dioxines, furanes et de nombreux pesticides sont particulièrement soluble dans les graisses). Certains poissons comme les différentes espèces de saumons et d'anguilles sont à la fois gras et migrateurs amphihalins ; ils peuvent à la fois participer à la bioconcentration des polluants qu'ils portent dans la chaine alimentaire, et les transporter vers le haut des bassins-versants terrestres.
Une seconde forme de transfert de polluants de la mer vers la terre est l'envol d'embruns marins à partir de la crête des vagues vers l'atmosphère et la terre.
Certains polluants comme le mercure (seul métal à pouvoir prendre une forme vapeur à température et pression ambiante) peuvent être évaporés sous forme de molécule dans l'air et retomber loin de leurs points d'émission en dépôts secs ou humides.

## Acteurs et enjeux de la limitation des déchets dans l’océan

### Une législation internationale
Différents acteurs interviennent dans la législation de la limitation des déchets à l’échelle internationale. OMI (Organisation Maritime Internationale) créé en 1948 en est un exemple ; c’est une institution internationale spécialisée dans la question maritime.
C’est elle qui adopte la première convention internationale pour la prévention de la pollution des eaux de mer par les hydrocarbures signée à Londres le 12 mai 1954 et l’amende en 1962 et 1969. Cependant cette convention ne suffit pas. Des naufrages successifs ont poussé la communauté internationale à réagir. De là est née la Convention internationale pour la prévention de la pollution traitant toutes les formes de pollution (hydrocarbures et toutes autres substances comme nocives …) par les navires le 2 novembre 1973 complétée par le protocole de 1978, dite MARPOL. Elle est souvent amendée et devient le cadre de référence. MARPOL est une convention internationale s'appliquant aux navires (et aux plates-formes pétrolières) qui réglemente les rejets en mer. Elle définit entre autres les différentes possibilités de rejets à la mer en relation avec la zone de navigation. Pour diminuer les rejets en mer, les navires et les plates-formes sont tenus de conserver à bord certains de leurs déchets et les ports doivent fournir des services de récupération des déchets durant les escales. Ces services ne sont malheureusement pas toujours partout disponibles.
L’OMI développe aussi son arsenal juridique au fur et à mesure de l’affirmation de nouvelles menaces pour l’environnement. Elle oblige les gouvernements à prendre des mesures par la convention des Nations unies sur le droit de la mer (UNCLOS) adoptée par l'Assemblée générale de l'ONU le 16 novembre 1973 contre les sources terrestres. En 1995, 109 gouvernements et la Commission européenne se sont engagés à protéger et préserver l'environnement marin contre les effets environnementaux négatifs des activités terrestres en adoptant le Programme mondial d'action pour la protection du milieu marin contre les activités terrestres et la Déclaration de Washington43.
À partir des années 2000, elle tente de généraliser la lutte contre les espèces invasives avec en 2001, une convention sur le contrôle des nuisibles fixés aux coques des navires puis en 2004, une réglementation sur les eaux de ballast et sédiments. Enfin, en 2009, le recyclage des navires est contrôlé.
Enfin en 2010, lors de la conférence de Nagoya, les États s’engagent à réduire la réduire la pollution et à lutter contre les espèces exotiques envahissantes et à mettre en œuvre dès 2015 des plans d’action nationaux participatifs.
OMI permet finalement d’imposer aux États et instituer des conventions internationales pour la protection des océans. Ainsi au niveau international désormais, aucune matière plastique ne peut être rejetée dans la mer.

### La régionalisation de la législation
La difficulté d’établir des protocoles mondiaux de lutte contre la pollution pousse la multiplication de convention régionale : Atlantique du Nord-Est (Oslo 1972, Paris 1974, devenue OSPAR en 1992), mer Baltique (Helsinki 1974), Méditerranée (Plan d’action pour la Méditerranée en 1975 puis Barcelone 1976), Antarctique (1980), mer Rouge et golfe d’Aden (Djeddah 1982), Caraïbes (Carthagène 1983), Afrique de l’Est (Nairobi 1985). Aujourd’hui ces conventions sont intégrées dans le Programme des mers régionales sous le patronage du PNUE créé en 1972. Le programme des Nations unies pour l’environnement cherche à assister les pays dans la mise en œuvre de politiques environnementales.
Cependant les négociations et mesures se font majoritairement entre territoire frontalier. Les rapports de force régionaux permettent aux états les plus puissants d’imposer une législation aux états les plus faibles.
À l’échelle européenne, les états européens, dans le cadre d’un processus de construction d’une union européenne sont particulièrement actifs :
Le cadre européen est maintenant la directive-cadre Stratégie pour le milieu marin visant le « bon état écologique » des milieux (notamment via la constitution d'aires marines protégées et de réseaux de corridors biologiques sous-marins.
Cette directive concerne a priori toutes les activités terrestres susceptibles - en amont - de polluer la mer, et elle s'appuie sur :
- le 20 décembre 2000, une décision du Parlement européen et du Conseil instaure un premier « cadre communautaire de coopération dans le domaine de la pollution marine accidentelle ou intentionnelle »[47] (qui expire en 2007). Il décline aussi la convention OSPAR, la convention de Barcelone et la convention d'Helsinki (HELCOM), inclut la question des munitions immergées comme source de risque et de pollution nécessitant des échanges d'information entre États (« Conformément à la répartition interne des compétences au sein des États membres, ces derniers échangeront des informations sur les munitions stockées en mer en vue de faciliter l'identification des risques et la prise de mesures d'intervention en cas d'urgence »[48]) et vise notamment « contribution à une meilleure information du public afin d'aider à préciser les risques et à transmettre des informations sur les accidents » ;
- en octobre 2005, une communication de la Commission européenne a proposé[49] au Conseil et à l'Europarlement un projet de directive qui fixerait un cadre d'action communautaire pour une « Stratégie thématique pour la protection et la conservation du milieu marin » (cadre et objectifs communs pour les États-membres, invités à évaluer leurs besoins dans les zones marines dont ils ont la charge, avant élaboration et mise en œuvre de plans de gestion régionaux cohérents dont ils devront assurer le suivi ;
- fin 2006, l'Union européenne a décidé de poursuivre son travail sur ce thème ; Il met en place une Coopération dans le domaine de la pollution marine accidentelle ou intentionnelle après 2007[50] ;
- en 2007 un « mécanisme communautaire de protection civile » est institué[51] ;
- le 5 mai 2009, en remplacement de la décision cadre 2005/667/JAI « visant à renforcer le cadre pénal pour la répression de la pollution causée par les navires », le Parlement européen et le Conseil de l'Europe ont annoncé[52] adopter une nouvelle directive criminalisant les cas sérieux de pollution et imposant aux États-membres de mettre en œuvre des sanctions pénales effectives, proportionnées et dissuasives. 
Les cas mineurs seront des infractions pénales dès qu'ils endommageront la qualité de l'eau et s’ils sont répétés, délibérés ou commis à la suite d'une négligence grave. Sans détérioration de la qualité des eaux, les États membres classeront les rejets illicites des polluants de moindre importance comme « infractions administratives ». L'État-membre détermine subsidiairement le type ou le niveau de sanctions et les propriétaires d'une cargaison et les sociétés de classification pourront également être poursuivis, à la demande du Parlement

Ainsi les prises de décisions sont plus faciles à prendre à l’échelle régionale et permet une amélioration de cette pollution à plus petite échelle.

### Les dommages économiques et conflits juridiques lors de dégâts écologiques
Les marées noires ne sont pas les seules amenant la pollution marine par les hydrocarbures, mais ce sont les plus médiatisés car elles se voient brutalement sur les côtes. Pourtant ces dernières ne représentent que 8 % de la pollution marine par déversement d’hydrocarbure. L’essentiel de la pollution est produit par des sources plus diffuses comme les fuites naturelles (47 %), le dégazage des navires (21,6 %), et des sources terrestres (11 %).
L’importance donnée à ces catastrophes vient de la complexité juridique des dossiers. La prise en charge des frais de nettoyage pose la question de la responsabilité et a donné lieu à de longs débat amenant à une modification des législations nationales et internationales.
Nous allons donc traiter les différentes catastrophes qui ont conduit à l’avancée du droit international.

#### Torrey Canyon, 1967
Le naufrage du Torrey Canyon au sud de la Cornouaille conduit au dépôt 110 000 tonnes de pétrole brut sur les côtes anglaise et française. Alors que les précédentes marées noires impliquaient des acteurs nationaux, celle-ci révèle le processus d’internationalisation du transport maritime (le navire est une filiale de l’Union Oil California basée aux Bermudes, le navire est enregistré au Liberia et il est affrété par British Petroleum).
Les gouvernements des États touchés, la France et le Royaume-Uni exigent une réglementation et la désignation de coupable. En 1969, ils obtiennent l’adoption de deux conventions à Bruxelles.
- La première porte sur l’intervention en haute mer. Les États doivent prendre les mesures nécessaires pour atténuer les dangers que présentent les côtes à la menace de pollution des hydrocarbures à la suite d'un accident.
- La deuxième précise la responsabilité civile pour les dommages.

En même temps s’accompagne de la création du FIPOL en 1971. C’est un fonds d’indemnisation pour les dommages dus à la pollution par les hydrocarbures. Il est placé sous l’égide de l’OMI. Il regroupe actuellement 113 États membres, cependant tous les États ne sont pas signataires comme les États-Unis ou la Thaïlande qui préfèrent une autonomie juridique. Parallèlement naît la Convention internationale pour la prévention de la pollution par les navires dite MARPOL en 1973. (réf 5.1) Ces normes internationales de plus en plus strictes ont entraîné une diminution des accidents.

#### Amoco Cadiz, en 1978
Le naufrage de l’Amoco Cadiz qui fait naufrage en 1978 sur les côtes bretonnes amènent les pouvoirs publics français à proposer une nouvelle gestion du risque par la création du plan POLMAR. Son principe est d’assurer la mobilisation coordonnée de toutes les ressources publiques et privées pour contenir la pollution.
Le plan POLMAR comprend un volet marin et un volet terrestre : - Le plan POLMAR Mer est déclenché par les Préfets maritimes lorsqu'une intervention en mer est nécessaire. - Le plan POLMAR Terre est déclenché par les préfets des départements concernés par la pollution, sous l’autorité du Ministre de l’Intérieur, lorsque la pollution atteint les côtes. Lorsqu'une coordination est nécessaire, elle est pilotée par les préfets de zone de défense
Cependant, cette mobilisation laisse en ouverte la question du remboursement des frais de dépollution. Pour le naufrage de l’Amoco Cadiz il faudra attendre quatorze années de procès pour que la cour fédérale américaine reconnaisse la responsabilité de ce transport.

#### Exxon Valdez en 1989
La catastrophe de l'Exxon Valdez conduit les États-Unis à adopter une législation spécifique. Le congrès proclame l’Oil Pollution Act en 1990 qui est amendé en 1992 pour imposer une structure de double coque à tous les pétroliers circulant dans les eaux territoriales américaines. La Convention internationale sur la préparation, la lutte et la coopération en matière de pollution par les hydrocarbures (OPRC) est quant à elle adoptée en 1990 sous les auspices de l'OMI.
Parallèlement Exxon est poursuivie en justice pour savoir ce qu’elle doit verser. L’amende est posée à 5 milliards de dollars mais grâce à l’aide de lobby pétrolier, Exxon obtient une annulation de cette sanction en 2008 et doit verser seulement 507 millions de dollars. Elle obtient gain de cause en plaidant l’absence de volonté de nuire et surtout son implication dans la prise en charge des frais de dépollution.

#### Deepwater horizon, 2010
En 2010, ce sont les côtes de Floride et ses stations balnéaires qui sont touchées par le flux de pétrole. Outre les dommages écologiques, ce sont l’ampleur des dommages économiques qui vont alimenter le débat.
Le procès Deepwater Horizon confronte donc le lobby pétrolier et le lobby des hôteliers et des propriétaires de parcs à thème de Floride. Ils estimèrent les pertes annuelles potentielles, dû à la susceptibilité de la dérive des hydrocarbures le long des côtes de la Floride à cause des méandres des courants marins, en milliards de dollars. Ils se mobilisèrent pour faire basculer le rapport de force qui venait de permettre à Exxon de sortir à moindre coût des poursuites judiciaires. La confrontation de ces deux secteurs finit pour aboutir à une législation plus stricte et à des amendes record. On assiste donc ici à un glissement progressif des rapports de force. Ainsi, les professionnels de la mer sont progressivement dépassés par ceux du tourisme qui constituent le lobby de plus en plus puissant.

### Un expert français au rayonnement international: le Cedre
Créé en 1979 à la suite du naufrage de l'Amoco Cadiz, le Cedre est une association située à Brest. Mise en place afin de remplir une mission de service public au profit de l’État et des collectivités et de capitaliser la connaissance sur les pollutions accidentelles des eaux.
Le Cedre est constitué d’un centre de documentation, d’un centre de recherche, d’une plateforme d’expérimentation, d’un laboratoire et d’un centre de formation professionnelle, de planification et d’audit.
Expert en pollution accidentelle des eaux reconnu tant au niveau national qu’international, sa mission de conseil et d’expertise englobe aussi bien les eaux marines que les eaux intérieures, les pollutions par hydrocarbures, produits chimiques et déchets aquatiques.

## Conséquences
La pollution marine a de multiples conséquences sur la santé humaine, sur les écosystèmes et sur les services écosystémiques.
Différents polluants s’accumulent dans les organismes marins, pouvant poser des problèmes de santé aux populations qui en dépendent pour leur alimentation. De plus, les déchets marins peuvent servir d’habitat pour des communautés microbiennes et agir comme vecteur de maladies.
Les déchets marins peuvent provoquer des dommages physiques par contact physique ou par ingestion chez les organismes marins. L’ingestion de microplastiques chez les poissons provoque un stress physiologique, différents cancers et des problèmes de fertilité et de reproduction. L'ingestion de déchets plastiques chez les oiseaux marins provoque la plasticose, une pathologie affectant leurs organes digestifs.
La pollution d’origine organique engendre l’eutrophisation et l’hypoxie, affectant les organismes vivants. Les événements de prolifération des algues qui y sont associés peuvent être source d’empoisonnement et de cancer chez l’humain. Les impacts sur le tourisme dans les régions touchées par ces phénomènes sont très négatifs,.

## Littérature
Jules Verne fait déjà mention d'une pollution des océans en 1901 dans son roman Les histoires de Jean-Marie Cabidoulin (1901), de façon détournée et légèrement comique. À la suite de l'attaque par un squale du matelot du bord Gastinet, tombé à la mer, l'animal est tué et ramené par-dessus bord avant d'être dépecé :

« Voici ce qui fut retiré du ventre de ce squale, où il y aurait eu de la place pour le pauvre Gastinet : quantité d'objets tombés à la mer, une bouteille vide, trois boîtes de conserves, vides également, plusieurs brasses de bitord, un morceau de faubert, des débris d'os, un surouët de toile cirée, une vieille botte de pêcheur, et un montant de cage à poules. On le comprend, cet inventaire intéressa particulièrement le docteur Filhiol.
« C'est la boîte à ordures de la mer !… » s'écria-t-il. »